# Slaget ved Ubakalu
Slaget ved Ubakalu var et slag under den nordiske 25-årskrig, som blev udkæmpet 16. marts 1571 mellem svenske og russiske tropper. En svensk styrke under ledelse af Karl Henriksson Horn overraskede livlænderen Tiesenhusens styrke, som blev fuldstændig udslettet.
I august 1570 angreb russiske tropper under den danske hertug Magnus, som tjenestegjorde for zar Ivan den Grusomme, byen Reval med 25.000 mand. Angrebet mislykkedes, og nogen hjælp fra den danske marine fik de ikke. Da svenskerne i Reval i februar 1571 modtog et brev med oplysninger om, at Sverige og Danmark havde indgået en fredsaftale, udførte de et vellykket angreb. Hertug Magnus brændte den 16. marts sin lejr og drog bort. Samtidig brød Tiesenhusen belejringen af Weissenstein. Karl Horn angreb og overraskede med 300 mand Tiesenhusens styrke ved byen Ubakalu uden for Weissenstein. Tiesenhusen mistede hele sin styrke og størstedelen af sit hidtidige krigsbytte.